# Maramec
Maramec – miejscowość w Stanach Zjednoczonych, w stanie Oklahoma, w hrabstwie Pawnee.